# منطقه وانژوو
منطقه وانژوو به (چینی: 万州区، به پین‌یین: Wànzhōu Qū) یک منطقهٔ شهرداری تابع شهر چونگ‌چینگ، در جمهوری خلق چین است.

## خصوصیات
منطقه وانژوو ۳٬۴۵۷ کیلومترمربع مساحت و ۱٬۷۵۳٬۵۰۰ نفر جمعیت دارد.

## ولایت وان‌شیان
تا پیش از دسامبر سال ۱۹۹۲ میلادی، ولایت وان‌شیان (به چینی: 万县地区، به پین‌یین: Wànxiàn dìqū) در استان سیچوان بود. در تابعیت ولایت وان‌شیان، واحدهای تقسیماتی زیر قرار داشتند:
- شهر در سطح شهرستان وان‌شیان، که امروزه «منطقه وانژوو» می باشد. این ولایت شامل ۹ واحد تقسیماتی زیر بود:
- شهرستان کای (کای‌شیان)، که امروزه منطقه کایژوو می باشد.
- شهرستان لیانگپینگ، که امروزه منطقه لیانگپینگ می باشد.
- شهرستان چنگکوو
- شهرستان ژونگ (ژونگ‌شیان)
- شهرستان فنگجیه
- شهرستان ووشان
- شهرستان ووشی
- ‌ شهرستان یونیانگ

در دسامبر ۱۹۹۲، ولایت وان‌شیان به شهر در سطح ولایت وان‌شیان ارتقاء یافت. در همین تاریخ، شهر در سطح شهرستان وان‌شیان منحل شده و به سه منطقه شهری به شرح زیر تقسیم شد:
- منطقه تیانچنگ (چینی: 天城区، به پین‌یین: Tiānchéng Qū)
- منطقه لونگبائو (چینی: 龙宝区، به پین‌یین: Lóngbǎo Qū)
- منطقه ووچیائو (چینی: 五桥区، به پین‌یین: Wǔqiáo Qū)

در دسامبر ۱۹۹۷، «شهر در سطح ولایت وان‌شیان» منحل شد و ۳ منطقه و ۸ شهرستان تابع آن، به شهر جدید التاسیس در سطح استان چونگ‌چینگ پیوستند. در همین تاریخ، سه منطقهٔ فوق الذکر به «کمیتهٔ مدیریتی» تقلیل درجه یافتند. دری همین تاریخ «منطقه وان‌شیان» تاسیس شد، و این سه منطقهٔ مدیریتی تحت ادارهٔ آن قرار گرفتند.
در ماه مه ۱۹۹۸، «منطقه وان‌شیان» به «منطقه وانژوو» تغییر نام داد.
در آوریل ۲۰۰۵، سه «کمیتهٔ مدیریتی» تابع منطقهٔ وانژوو منحل شده و نواحی، شهرکها، و قصبه‌های تحت مدیریت آنها مستقیما تحت مدیریت منطقهٔ وانژوو قرار گرفتند.

موقعیت ولایت وان‌شیان در استان سیچوان پیش از سال ۱۹۹۷ میلادی
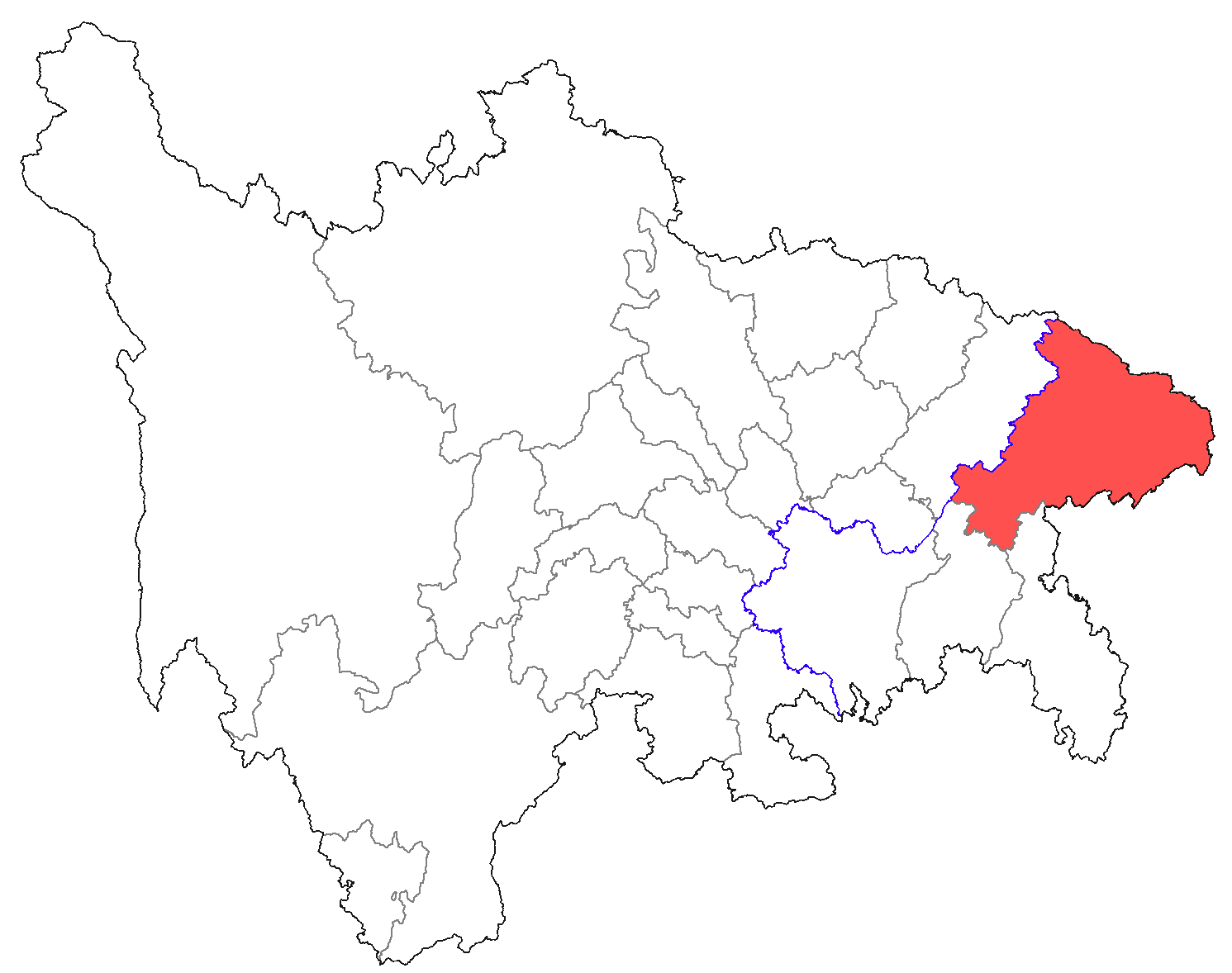